# Football Club Dikhil
El Football Club Dikhil és un club de Djibouti de futbol de la ciutat de Dikhil.
Els seus colors són el verd i el blanc.
L'any 2016 va ser finalista de la copa nacional.